# II. Ferdinánd leóni király
II. Ferdinánd (asztúriaiul: Fernandu) (Zamora, 1137 – Benavente, 1188. január 22.) a Burgundiai-házból származó leóni király (1157 – 1188) VII. Alfonz (1105 – 1157) kasztíliai és leóni királynak a fia. Édesanyja VII. Alfonz első felesége,  Barcelonai Berengária (1105 – 1149) volt; az Urgel – házból  származó  III. (Nagy) Rajmund Berengár (1082 – 1131), barcelonai gróf és Provence-i Dulcia  (1090 körül – 1129 körül) leánya.

## Élete
A leóni király bátyja III. Sancho (1134 – 1158) kasztíliai király volt, akit fiatalon, váratlanul bekövetkezett halála után fia, VIII. Alfonz (1155 – 1214) követett a trónon. VIII. Alfonz kiskorúsága idejének egy része alatt a leóni uralkodó – azaz, a nagybátyja – gyámsága alatt állt. II. Ferdinánd a helyzetet kihasználva 1162-ben elfoglalta Toledót, de már 1166-ban vissza kellett adnia a kasztíliaiaknak.
II. Ferdinánd – mint a középkori spanyol uralkodók többsége – harcolt a mórok ellen (1166, 1173, 1184), de kétszer Portugáliával is harcba keveredett (1168, 1177). II. Ferdinándra vezethető vissza a Santiago – azaz, a Szent Jakab-Lovagrend alapítása (1170).
Utóda  IX. Alfonz (1171 – 1230) lett, akinek az édesanyja Urraca (1151 – 1188) volt, II. Ferdinánd első felesége,  I. Alfonz  (1109? – 1185)  portugál királynak és Savoyai Matildának (1125 – 1157) a lánya, a házasságot egyébként a pápa 1175-ben érvénytelenítette.